# Brassica rapa sylvestris
Brassica rapa subsp. sylvestris (Lam.) Janch., comunemente nota a seconda delle regioni italiane come cima di rapa, friariello o broccoletto, è una pianta appartenente alla famiglia delle Brassicaceae, le cui foglie, germogli e steli sono tutti commestibili; i germogli assomigliano ai broccoli. Le cime di rapa sono note per il loro sapore amaro e sono particolarmente associate alla cucina mediterranea.
Come la rapa ed il pak-choi, anche le cime di rapa appartengono alla stessa specie della rapa (Brassica rapa).

## Descrizione
Le cime di rapa hanno numerose foglie frastagliate che circondano grappoli di gemme verdi che ricordano piccole teste di broccoli. Tra i boccioli possono sbocciare piccoli fiori gialli commestibili. Le rape sono una fonte di vitamine A, C e K, così come di potassio, calcio e ferro.

## Usi

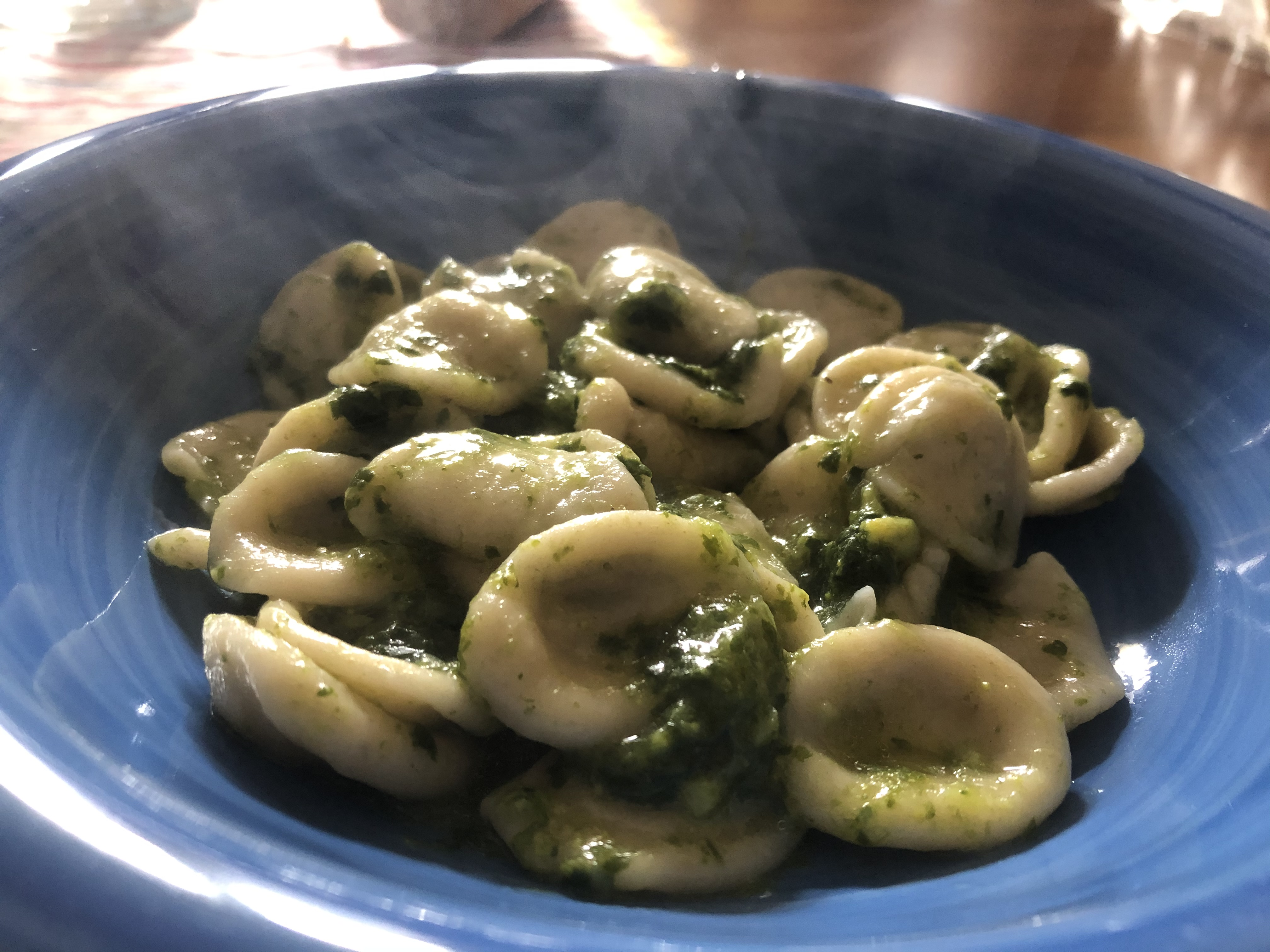
Orecchiette con cime di rapa

Il sapore delle cime di rapa è stato descritto come amaro e piccante, con note di mandorla. Le cime di rapa hanno bisogno solo di una spuntatura alla base. L'intero gambo è commestibile quando è giovane, ma la base diventa più fibrosa con la crescita.
Le cime di rapa sono ampiamente utilizzate nella cucina romana e del Sud Italia, in particolare nelle regioni di Sicilia, Calabria, Campania, Puglia. Alcune varietà di cime di rapa, friarielli e broccoletti sono state riconosciute come prodotti agroalimentari tradizionali italiani. Nella cucina portoghese, i grelos de nabo sono simili nel sapore e nella consistenza alle cime di rapa. Le cime di rapa sono anche popolari in Galizia, nella Spagna nord-occidentale; ogni febbraio si tiene una festa delle rape (Feira do grelo) nella città galiziana di As Pontes.
Le cime di rapa possono essere saltate in padella o brasate con olio d'oliva e aglio e talvolta peperoncino e acciughe. Possono essere utilizzate come ingrediente nella zuppe, servite con le orecchiette, con altra pasta o con la salsiccia saltata in padella. Le cime di rapa vengono talvolta (ma non sempre) sbollentate prima di essere ulteriormente cotte.
Negli Stati Uniti, sono popolari nelle cucine italoamericane; i fratelli D'Arrigo hanno reso popolare l'ingrediente negli Stati Uniti e gli hanno dato il nome di broccoli rabe. Le cime di rapa sono un componente di alcuni panini e submarine sandwich; a Filadelfia un panino popolare include porchetta con formaggio provolone piccante prodotto localmente, cime di rapa e peperoni. Le cime di rapa possono anche essere un componente di piatti di pasta, soprattutto se accompagnate da salsiccia italiana.